# Eugnesia correspondens
Eugnesia correspondens là một loài bướm đêm trong họ Geometridae.